# Histoire de Melody Nelson
Histoire de Melody Nelson -En español: Historia de Melody Nelson- es el noveno álbum de estudio del cantautor francés Serge Gainsbourg, publicado como álbum conceptual sobre la relación entre un hombre mayor y una adolescente virgen.  
El lanzamiento del disco fue el 24 de marzo de 1971 por Phillips y fue producido por Jean-Claude Desmarty. Pese a la fama de escandaloso y obsceno del trabajo de Gainsbourg, el álbum no obtuvo el reconocimiento inicial esperado por el artista.
Histoire de Melody Nelson es considerado por diversos críticos y seguidores de Gainsbourg como su mejor trabajo y el de mejor calidad, como también uno de los mejores álbumes de la lengua francesa en la historia de la música popular, además de ser citado como importante influencia para otros artistas como Beck.

## Antecedentes
Serge Gainsbourg era un popular músico francés a finales de los 60 en su natal Francia, y habiendo lanzado previamente 8 discos. Su éxito se debía en parte a sus escandalosos temas, en asocio con la modelo y cantante Jane Birkin. Esa controversia le trajo problemas de censura a finales de los años 60.
Serge y Birkin iniciaron una relación de 12 años en 1968, de la que resultó la hija de ambos, la futura actriz y cantante Charlotte Gainsbourg, y de quien Jane estaba embarazada durante las sesiones del álbum.

### Grabación
El álbum se grabó en distintos momentos y lugares a lo largo de 1970 y principios de 1971. En Marble Arch de Londres grabó durante el 21, 22 y 23 de abril de 1970, y de nuevo el 11, 12, 13 y 14 de enero de 1971. Por su parte también grabó algunos temas en su natal Francia, en el Studio des Dames de París, el 4, 5, 8 y 11 de mayo de 1970.
Todas las sesiones fueron supervisadas por el productor francés Jean-Claude Desmarty.

## Contenido

### Concepto
A tan sólo veintiocho minutos de duración, casi como un EP; Histoire de Melody Nelson lleva en sí una mezcla orgánica de guitarras despreocupadas, bases al estilo funk, en interpretación vocal un Gainsbourg muy volcado a la palabra hablada, y profundamente orquestado por Jean-Claude Vannier, el cual compuso la música casi en su totalidad en colaboración con Gainsbourg.

### Historia
Es la historia de Melody Nelson, una joven de pelo rojo, una linda garçonne, de unos quince años. En Melody, ella choca en bicicleta contra el Rolls Royce Silver Ghost 1910 de 26 caballos de Serge Gainsbourg. 
Después, en el álbum, siguen la seducción y una romanza entre ellos (El palacete), y luego, en una inclinación subjetiva y emocional, el autor desvela los sentimientos y las dudas del narrador (sobre todo en Ah Melody y Valse de Melody) hasta la muerte de la joven, cuyo avión, un 707 con destino a Sunderland, se estrella (provocando la asombrosa búsqueda espiritual del final, haciendo referencia al Culto cargo). 
En efecto, después del accidente, el narrador busca a Melody en este Cargo Culto lleno de fervor, (ella que no tenía "7" en sus cifras de suerte, de ahí los siete minutos de Melody y Cargo Culto).

### Portada
En la portada se ve a Jane Birkin usando una peluca rojiza y pantalones vaqueros de bota ancha, con su torso desnudo y cubriendose con una muñeca de trapo a la que abraza (para dar la sensación de que se trata de una adolescente). La modelo tiene a su espalda un fondo de tono azul claro. Un detalle curioso es que sus pantalones están abiertos y que Jane cubre su vientre con la muñeca, en un intento de disimular los leves signos del embarazo de Charlotte.

## Lanzamiento
Luego del lanzamiento del álbum, un video musical fue hecho para cada una de las canciones, lanzados en conjunto como Melody, un corto musical. El 18 de octubre de 2011, Mercury Records a través de Universal Music fue lanzado el álbum junto a un segundo CD que contenía tomas alternativas de todas las siete canciones originales, como también versiones instrumentales.

## Legado

### Análisis de la obra
La Historia de Melody Nelson es un momento aparte en la obra de Gainsbourg, que puede acercarse musicalmente al Hombre con cabeza de col, su segundo álbum concepto, aparecido cinco años después. Rindiendo homenaje a la literatura y a las obras de Vladimir Nabokov, Gainsbourg construye este álbum en torno a un relato, y a una mujer, su musa, Jane Birkin, que presta sucintamente su imagen y su voz al personaje epónimo, que no hace más que declinar su « nombre » en Melody, Ballade de Melody Nelson y Cargo culto, y solamente emite algunas risas y pequeños gritos equívocos en En Melody.

### Influencia
El álbum ha sido citado como influencia importante por el grupo británico Portishead en su álbum homónimo de 1997, por el duo francés de electrónic Air en su álbum debut Moon Safari de 1998, y por el músico Beck en su álbum de 2002 Sea Changes.

## Lista de canciones
Todas las canciones escritas por Serge Gainsbourg excepto donde se mencione otra cosa:
1. "Melody" - 7:32
2. "Ballade de Melody Nelson" (Music by Serge Gainsbourg, Jean-Claude Vannier) - 2:00
3. "Valse de Melody" - 1:31
4. "Ah! Melody" (Music by Serge Gainsbourg, Jean-Claude Vannier) - 1:47
5. "L'hôtel particulier" - 4:05
6. "En Melody" (Music by Serge Gainsbourg, Jean-Claude Vannier) - 3:25
7. "Cargo culte" - 7:37